# Ernest Grunfeld
Ernest Grunfeld (n. 24 aprilie 1955, Satu Mare, România) este un fost jucător NBA originar dintr-o familie de evrei din România. A emigrat în SUA împreună cu familia sa la vârsta de 9 ani. A jucat la Milwaukee Bucks și Kansas City Kings. În prezent conduce echipa de baschet Washington Wizards.